# Vicente Huacón
Vicente Orlando Huacón Alvarado (ur. 5 kwietnia 1989) – ekwadorski zapaśnik walczący w stylu klasycznym. Olimpijczyk z Londynu 2012, gdzie zajął dwunaste miejsce w kategorii 66 kg.
Zajął 42 miejsce na mistrzostwach świata w 2011. Piąty na igrzyskach panamerykańskich w 2011. Brązowy medalista mistrzostw panamerykańskich w 2011, a także igrzysk Ameryki Południowej w 2014 i mistrzostw Ameryki Południowej w 2015. Triumfator igrzysk boliwaryjskich w 2013 roku.